# Ганс-Йоахім Люк
Ганс-Йоахім Люк (нім. Hans-Joachim Lück, 22 червня 1953) — німецький академічний веслувальник.
Олімпійський чемпіон 1976 року в складі вісімки.
Чемпіон світу 1977 року в складі вісімки.